# Korzeniste
Korzeniste – wieś w Polsce położona w województwie podlaskim, w powiecie kolneńskim, w gminie Mały Płock.
Wierni kościoła rzymskokatolickiego należą do parafii św. Wojciecha Biskupa i Męczennika w Porytem.

## Historia
Wieś szlachecka położona była w drugiej połowie XVI wieku w powiecie kolneńskim ziemi łomżyńskiej. 
Na przełomie XIX i XX w. we wsi mieszkała pisarka Józefa Kisielnicka.
W latach 1921–1939 wieś i pobliski folwark leżał w województwie białostockim, w powiecie kolneńskim (od 1932 w powiecie ostrołęckim), w gminie Mały Płock.
Według Powszechnego Spisu Ludności z 1921 roku zamieszkiwało:
- we wsi –  291 osób, 276 było wyznania rzymskokatolickiego, 12 ewangelickiego a 3 mojżeszowego. Wszyscy mieszkańcy zadeklarowali polską przynależność narodową. Było tu 30 budynków mieszkalnych[9].
- w folwarku – 317 osób, 307 było wyznania rzymskokatolickiego, 10 prawosławnego. 310 mieszkańców zadeklarowało polską przynależność narodową a 7 rosyjską. Było tu 11 budynków mieszkalnych[9]

Miejscowości należała do parafii rzymskokatolickiej w m. Poryte i ewangelickiej w Łomży. Podlegała pod Sąd Grodzki w Kolnie i Okręgowy w Łomży; właściwy urząd pocztowy mieścił się w m. Mały Płock.
W latach 1954–1959 wieś należała i była siedzibą władz gromady Korzeniste, po jej zniesieniu w gromadzie Mały Płock. W latach 1975–1998 miejscowość administracyjnie należała do województwa łomżyńskiego.

## Zabytki
- Aleja lipowa, XIX/XX w., nr rej.: 74 z 29 kwietnia 1980[11].